# Tolstoi-Bibliothek
Die Tolstoi-Bibliothek in München ist mit einem Bestand von rund 45.000 Werken die größte russischsprachige nichtstaatliche Bibliothek in Westeuropa. Sie wird heute vom Tolstoi Hilfs- und Kulturwerk getragen.
Die Bibliothek ist eine Präsenz- und Leihbibliothek, die einer breiten Öffentlichkeit zugänglich ist. Sie ist zugleich ein „unabhängiges, nicht kommerzielles Kulturzentrum“ zur „Förderung, Erhaltung und Vermittlung russischer Kultur in Deutschland“. Die Bibliothek wird vom Bund, dem Freistaat Bayern und der Landeshauptstadt München und auch durch private Spenden finanziert. Kernstück der Bibliothek ist eine große Sammlung russischer Emigrationsliteratur aus dem 20. Jahrhundert, vor allem aus den 1920er- und 1930er-Jahren, die häufig in Berlin oder Paris verlegt wurden. Die Bibliothek befindet sich in der Münchener Aldringenstrasse 4.

## Geschichte
Die Bibliothek wurde 1949 in München „im Umfeld“ der Tolstoy-Stiftung von Alexandra Tolstoy, der jüngsten Tochter Leo Tolstois, gegründet. 1952 wurde die Bibliothek an das American Committee for Liberation übertragen und 1963 vom Tolstoi Hilfs- und Kulturwerk e. V. übernommen. 2009 feiert die Tolstoi-Bibliothek in München ihr 60-jähriges Jubiläum.

## Veranstaltungen / Sozialberatung
Um ein Forum der Begegnung zwischen Russen und Nichtrussen bieten zu können, finden in der Bibliothek zweimal monatlich Veranstaltungen wie Lesungen oder Konzerte statt. Weiterhin wird in den Räumen der Bibliothek seit 1992 eine Sozialberatung angeboten.